# Harald Ostenfeld
Harald Ostenfeld, född den 6 oktober 1864 i Hvirring, död 1934, var biskop för Själlands stift (1911–1922) och fortsatte i Köpenhamns stift (1922–1932). Han var bror till Asger Ostenfeld.
Ostenfeld var en praktiskt verksam kyrkoman med livligt socialt intresse och tog stor del i församlingsarbetet i huvudstaden, men idkade däremot inte teologiska studier i större omfång. År 1923 blev Ostenfeld teologie doktor h. c. vid Lunds universitet. Han var ingen vän av gudstjänster i radio, men trots detta kom de till stånd redan när Danmarks Radio började sina sändningar 1925. 

## Utmärkelser
- Riddare av Dannebrogorden,  1911[2]
- Dannebrogsmännens hederstecken,  1913[2]
- Kommendör av Dannebrogorden,  1917[2]
- Hedersdoktor vid Lunds universitet

[Redigera Wikidata]